# ラ・ピスタ新橋
ラ・ピスタ新橋（ラピスタしんばし）は、東京都港区新橋にある会員制競輪場外車券売場およびオートレース場外車券売場である。

## 施設概要
競輪場外車券売場としては初の会員制として開設され、入場には身分証明書の提示による登録が必要だが、提示する証明書によっては登録手続き直後の館内入場も可能となっている。また2011年より、サテライト大阪の会員証所持者は無料で入場できる（逆に、ラ・ピスタ新橋の会員はサテライト大阪にも相互無料入場が可能となっているが、同様の会員制サテライト横浜とは会員の互換性がないためその会員証では入場できない）。
利用するためには、登録時に手数料2000円（3年間有効）および入会時の身分証提示（持参、かつ謄本・原本のみ）が必要で、会員の一般席入場は無料だが、一部フロアの入場と使用が制限される。ただし、8Fと11Fの特別フロアのみ、特別競輪開催時以外で空席がある場合、1席1日3000円（ナイターのみ利用の場合は2000円）で利用できる。
特別会員は登録手数料に加え、施設利用料として、シルバー会員は13000円（1年間有効）、ゴールド会員は32000円（3年間有効）も必要となるが、全フロア入場可能となり、特別フロア（ドリンク・予想紙つきで、1席1日7F1000円・8Fケイリン・オートレースシート2000円・同ボックスシート3000円・9F5000円（ゴールド会員のみ利用可能）・11F2000円。ナイターのみ利用はいずれも半額。但し7Fはゴールド会員のみナイター開催利用の場合は無料）の利用と事前予約もできる。
現在は川崎競輪場および京王閣競輪場で行なわれるほぼ全ての開催と、その他の場で行なわれる全ての特別競輪および記念競輪や、一部の場のFI・FII・ナイター競輪などが発売されている。また2017年6月23日より前売によるミッドナイト競輪の発売も実施されている。
2012年12月7日より日本トーター運営の『ギャンブーベットターミナル』が設置され、「GambooBET」を介してKドリームス発売の重勝賭式車券の現金投票が行えるようになっている。
2013年12月27日より施設内に「ラ・ピスタ新橋オートレース場外発売所」が設置され、川口オートレース場を中心としたオートレースの車券も購入できるようになった。なおオートレースの車券は6Fでほぼ毎日発売されるが、多客時の臨時発売では2Fと8Fでも発売する。

## 発売単位
100円単位。
かつては最低購入金額合計1000円以上だったが、現在は100円から購入可能。また9F・11Fは1点200円以上で合計1000円以上であったが、2011年10月7日以降は全フロア100円単位で購入可能となる。

## 交通
- 東京メトロ銀座線新橋駅下車、8番出入口真上。
- JR東日本各線および都営地下鉄浅草線新橋駅下車、日比谷口よりすぐ。